# Winter-Paralympics 2022/Teilnehmer (Griechenland)
| stlisierte Goldmedaille | stlisierte Silbermedaille | stlisierte Bronzemedaille |
| ----------------------- | ------------------------- | ------------------------- |
| –                       | –                         | –                         |

Griechenland nahm an den Winter-Paralympics 2022 in Peking vom 4. bis 13. März 2022 teil. Eine Athletin und ein Athlet sowie ein Guide wurden nominiert. Para-Skifahrerin Eva Nikou und Para-Langläufer Konstantinos Petrakis waren Fahnenträger bei der Eröffnungsfeier.

## Teilnehmer

### Ski Alpin
| Athleten                          | Wettbewerbe                        | 1. Lauf     | 2. Lauf | Gesamt | Gesamt |
| Athleten                          | Wettbewerbe                        | Zeit        | Zeit    | Zeit   | Rang   |
| --------------------------------- | ---------------------------------- | ----------- | ------- | ------ | ------ |
| Frauen                            |                                    |             |         |        |        |
| Eva Nikou mit Guide: D.Profentzas | Super Combined (sehbehindert) (B3) | 1:26,49 min | DNF     |        | DNF    |
| Eva Nikou mit Guide: D.Profentzas | Super Combined (sehbehindert)      |             |         |        | DNF    |

### Snowboard
| Athleten              | Wettbewerbe             | Achtelfinale | Viertelfinale | Halbfinale | Finale | Rang |
| Athleten              | Wettbewerbe             | Rang         | Rang          | Rang       | Rang   | Rang |
| --------------------- | ----------------------- | ------------ | ------------- | ---------- | ------ | ---- |
| Männer                |                         |              |               |            |        |      |
| Konstantinos Petrakis | Snowboard Cross (SB-UL) |              |               |            |        | 15   |
| Konstantinos Petrakis | Banked Slalom (SB-UL)   |              |               |            |        | 16   |